# Глебовка (Акмолинская область)
Глебовка (каз. Глебовка) — упразднённое село в Жаксынском районе Акмолинской области Казахстана. Входило в состав Калининского сельского округа. Исключено из учетных данных в 2006 году

## Население
В 1999 году население села составляло 126 человек (60 мужчин и 66 женщин).